# تفتناز
تَفتِناز شهری کوچک است در شمال غربی سوریه. این شهر در استان ادلب و در ۱۷ کیلومتری شمال شرقی شهر ادلب قرار دارد.
جمعیت تفتناز در سرشماری سال ۲۰۰۴ برابر با ۸۵۴۰ نفر بود. تفتناز شهری است با حالت کشاورزی و ساختمان‌های آن بتنی است و پیرامون آن را گندم‌زار فرا گرفته‌است.
آب‌وهوای ملایم، وجود آب کافی، و رواج صنعت سفالگری در قدیم در این شهر، باعث رشد و گسترش آن با مرور زمان شده‌است.

## نام
نام تفتناز عربی یا ترکی نیست بلکه واژه‌ای است از ریشه هیتی که قوم هندواروپایی ساکن این منطقه در دوران باستان بودند.
نام تفتناز در سنگ‌نوشته معبد کارناک مصر به عنوان یکی از نقاطی که در زمان دودمان هجدهم مصر در سده پانزدهم پیش از میلاد توسط توتمس سوم فتح شد یاد شده‌است.

## جنگ داخلی سوریه
با آغاز اعتراض‌ها به حکومت بشار اسد در سوریه از آوریل سال ۲۰۱۱، ساکنان تفتناز نیز در اعتراض به دولت او در چندین تظاهرات شرکت کردند. طی این مدت نیروهای امنیتی چهار بار به این شهر هجوم آوردند. در اکتبر سال ۲۰۱۱، درگیری میان ارتش سوریه و معترضان محلی منجر به مرگ پنج نفر در تفتناز شد. در ۲۱ مارس ۲۰۱۲ درگیری‌های سنگین بیشتری میان دو طرف رخ داد که در پی آن مخالفان اسد وادار به عقب‌نشینی از تفتناز شدند.
در تاریخ ۱۱ ژانویه ۲۰۱۳ میلادی، پیکارجویان مخالف بشار اسد به رهبری پیکارجویان جهادی احرارالشام و جبهه النصره، موفق شدند تا پایگاه نظامی تَفِتناز را به تصرف نظامی خود درآورند.